# The Constant Nymph (film 1928)
The Constant Nymph è un film del 1928, diretto da Adrian Brunel.

## Trama
Il valente compositore britannico Albert Sanger, dopo una vita trascorsa in varie località europee, si è finalmente trasferito, in avanti con gli anni e malato, in una località del Tirolo austriaco, insieme alla sua terza moglie Linda, la figlioletta di lei, le sue tre figlie di un suo precedente matrimonio: Toni, la maggiore, Pauline, e Tessa -  queste ultime entrambe adolescenti -; e qualche elemento della servitù, fra i quali il pittoresco Roberto.
Il giovane musicista Lewis Dodd, allievo di Albert Sanger nonché da lungo tempo amico di famiglia, va a trovare il maestro insieme al coreografo Trigorin, ammiratore di Sanger. Le figlie di Sanger hanno sempre avuto un buon ricordo delle passate frequentazioni con Lewis, ed in particolare Tessa mostra una predilezione, peraltro ricambiata, per Lewis. Ma nella famiglia Sanger – nonostante l'evidente lato conviviale della convivenza - sono evidenti delle tensioni: fra Linda e sua figlia e le figlie del marito. Albert stesso vive rinchiuso nella sua stanza al pianoforte, e fra Linda e Trigorin si sviluppa rapidamente un rapporto amoroso. La situazione precipita quando, durante la permanenza degli ospiti, Albert Sanger soccombe alla propria malattia e muore.
Linda e sua figlia lasciano il cottage con Trigorin. Toni sposa il suo fidanzato Ike, ma qualcuno deve ora badare alle figlie ancora minorenni di Sanger. Lewis fa intervenire, da Cambridge, uno zio delle ragazze, che giunge sul posto insieme alla figlia Florence. Viene deciso che Tessa e la sorella vengano istradate in un collegio londinese. Nel frattempo Lewis si invaghisce di Florence, e i due, forse un po' avventatamente, si sposano, facendo con ciò di Florence la tutrice delle due sorelle Sanger. All'annuncio del matrimonio, Tessa ha un malore.
Lewis e Florence abitano ora nell'elegante quartiere londinese di Chiswick, con Roberto come maggiordomo. Non passa molto tempo prima che Lewis si renda conto dell'attitudine di Florence, che – con l'intento di introdurlo nei circoli importanti dell'alta società – lo sta di fatto opprimendo. Le cose non vanno meglio al collegio; notizie della cattiva salute di Tessa giungono a Lewis; infine Tessa e la sorella Pauline scappano e giungono a casa di Lewis proprio il giorno in cui Florence aveva organizzato la prima delle sue serate musicali, - organizzate al proprio domicilio facendo intervenire alcuni elementi importanti della vita musicale della città -, serate che avrebbero dovuto segnare un passo decisivo nella futura carriera del marito. Il comportamento delle due effervescenti sorelle, degli invitati Toni e Ike, e di Lewis stesso, mal si accordano con l'etichetta che Florence avrebbe voluto mantenere, e la donna ne esce umiliata.
I mesi seguenti, che Tessa e la sorella trascorrono presso Lewis e signora, non fanno che peggiorare la situazione: Florence – comprensibilmente, in quanto tutrice – esige da Tessa un certo rispetto delle regole, che la ragazza fa fatica a comprendere, mentre Lewis prende sempre le parti di Tessa. Esasperata, Florence giunge a supporre che il marito e Tessa siano amanti. Il che è quanto più lontano i due avessero in mente. Tessa aveva sì ultimamente dichiarato il suo amore a Lewis, ma costui aveva preso la dichiarazione come un inconsistente chimera di ragazzina. Lewis, in ogni modo, avendo constato l'incompatibilità con la moglie, decide di lasciare Florence dopo il suo concerto alla Queen's Hall e di recarsi a Bruxelles per iniziare una nuova vita.
La sera del concerto Lewis dirige la sua seconda sinfonia, e Florence impedisce a Tessa di prendervi parte, rinchiudendola in camera sua finché non avesse finito i compiti. La ragazza fugge dalla finestra, si reca dapprima al teatro, e, dopo il concerto, d'accordo con Lewis, alla stazione, decisa a seguire Lewis nel suo viaggio verso il Belgio.
Già durante la traversata della Manica Tessa manifesta un malore. Giunta con Lewis, nottetempo, ad una pensione nella capitale belga, le sue condizioni si aggravano. Lewis riconosce, in una lettera che sta scrivendo allo zio di Tessa perché la riprendesse in consegna viste le sue condizioni di salute, di essersi comportato male con Florence, ma nello stesso testo confessa di essersi reso conto di aver amato Tesse ben prima di ogni altra donna. Va ad abbracciarla, ma troppo tardi: Tessa, intanto, è morta.

## Produzione
Il film è stato il primo adattamento cinematografico del romanzo di Margaret Kennedy The Constant Nymph, un discusso successo commerciale del 1926, e della versione teatrale realizzata nel medesimo anno dalla stessa Kennedy e da Basil Dean.
Il budget iniziale era di 30000 sterline.
Le riprese esterne sono state effettuate nel Tirolo austriaco.
Considerata a lungo come perduto, The Constant Nymph è stato ritrovato grazie a una campagna indetta dal British Film Institute nel 1992 mirante appunto al ritrovamento di film dispersi; la lunghezza della pellicola è di 10600 piedi (3231 metri).

## Distribuzione
Distribuito dalla Woolf & Freedman Film Service, il film è uscito nelle sale cinematografiche britanniche il 20 febbraio 1928. L'uscita statunitense è avvenuta il 9 giugno 1929 a New York.
È rintracciabile un'edizione in DVD del film.

## Accoglienza
Secondo Jo Botting, del British Film Institute, "L'argomento era controverso, anche se trattato con delicatezza. Tessa è appena sedicenne quando scappa con Lewis, e, sebbene non accada nulla fra loro, i censori giudicavano sospetto il loro rapporto, tanto più che avevano l'impressione che la stessa Poulton fosse minorenne (in realtà aveva 26 anni). (…) Il film progredisce dalla luce all'oscurità, dallo spazio alla ristrettezza, dalla speranza alla disperazione. Il cambio delle location sottolinea questo mutarsi dello stato d'animo. (…) In tal modo si viene ad evidenziare la spirale discendente nella quale Tessa e Lewis sono inestricabilmente implicati".